# Écriture pehlevi

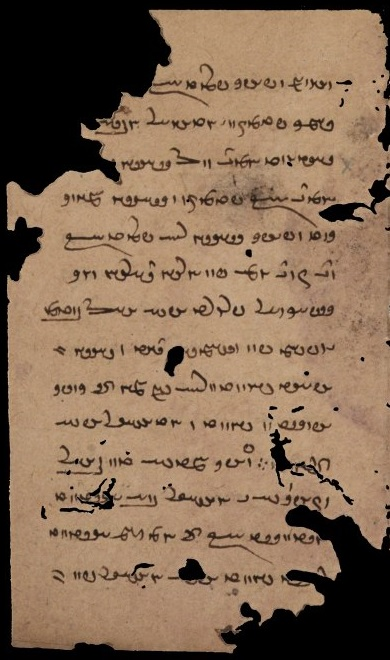
Une page rédigée en pehlevi du Codex MK (daté de 1323, en provenance du Goudjarat). Il contient notamment l'œuvre littéraire persane Kar-Namag i Ardashir i Pabagan (La geste d'Ardashir fils de Pâbag).

L'écriture pehlevi est le système d'écriture qui était utilisé dans l'Empire sassanide pour les textes religieux et profanes en moyen-persan.
Ses caractéristiques essentielles sont :
- l'utilisation d'une écriture spécifique dérivée de l'alphabet araméen ;
- l'influence des mots araméens utilisés comme hétérogrammes.

Des variations issues de cette écriture ont été trouvées au sein de dialectes ou ethnolectes (en) Parthe, Moyen-Persan, Sogdien, Scythes ainsi que Khotanais.

## Étymologie
Le mot « pehlevi », désignant l'écriture utilisée pour le moyen-persan, est un emprunt au parthe (parthau « Parthe » → pahlaw, la semi-voyelle r se change en l, une évolution fréquente dans l'évolution de la langue persane). Le mot se référait à l'origine à la langue des Parthes, et par la suite à l'écriture utilisée pour le moyen-persan.  

## Textes en pehlevi
La plus ancienne trace de pehlevi moyen-persan remonte à la période parthe, sur des graffitis découverts à Persépolis. Cela ne signifie pas qu'il n'a pas été utilisé auparavant ; en effet, on a tout lieu de croire que les premières formes de moyen-persan étaient déjà écrites avec des formes diverses de l'alphabet araméen à la fin de la période achéménide. Cependant, l'utilisation du pehlevi, d'après les preuves disponibles, semble s'être généralisée seulement avec l'arrivée en 224 de la dynastie des Sassanides, qui parlait le moyen-persan.

## Catégories de l'écriture pehlevi
Deux formes majeures constituaient l'écriture pehlevi : 
- le pehlevi des inscriptions ;
- le pehlevi des livres, celui-ci incluant également une forme mineure, la pehlevi des psautiers.

Les premières traces de pehlevi sont les inscriptions de divers empereurs sassanides et autres notables, comme le grand prêtre Kartir à Naqsh-e Rajab et Naqsh-e Rostam. Le pehlevi des livres, une écriture plus cursive où les lettres sont souvent rattachées pour former des ligatures complexes, a probablement été adopté plus tardivement. Quant au pehlevi des psautiers, il était utilisé pour écrire une traduction en moyen-persan des Psaumes retrouvée au Turkestan chinois ; il a profité de quelques améliorations comme l'absence d'hétérogrammes (graphies de mots araméens lues comme les mots équivalents en persan) et une distinction plus poussée des lettres.

### Le pehlevi des livres
Le pehlevi des livres, la forme la plus commune, était un système d'écriture complexe avec 12 caractères représentant 24 sons. Il était de plus compliqué par l'utilisation largement répandue de ligatures, hétérogrammes et attachement des lettres. Une des caractéristiques uniques du pehlevi est l'utilisation d'hétérogrammes araméens pour signifier de nombreux mots courants du moyen-persan : noms communs, verbes, et même des mots-outils. Par exemple, le mot pour Shâh, « roi », était écrit MLKA, dans lequel on reconnaît le mot araméen pour « roi », apparenté à l'arabe actuel malik; cependant il se prononçait bien Shâh. Pour les verbes, les marques de nombre et de temps du moyen-persan étaient suffixées au verbe araméen conjugué au présent à la troisième personne du singulier masculin.
Dans ses formes tardives, des efforts ont été faits pour améliorer l'alphabet par l'ajout de diacritiques. Aucun livre en pehlevi de la période sassanide n'ayant survécu, nous n'avons que des copies médiévales et donc aucun moyen de déterminer si ces améliorations ont eu lieu sous les Sassanides ou au début de la période islamique. Après la chute des Sassanides, le pehlevi, ainsi que le moyen-persan, ont été préservés par le clergé zoroastrien et les érudits, et ont servi pour l'écriture de nouvelles œuvres littéraires. Cette écriture a été utilisée activement par la communauté zoroastrienne jusqu'au Xe siècle.